# Belu (król Asyrii)
Belu (w transliteracji z pisma klinowego Be-lu-ú, w transkrypcji Bēlū) – król Asyrii, w Asyryjskiej liście królów wymieniony jako jeden z 17 królów, którzy mieszkali w namiotach.